# Gare de Marbourg
La gare de Marbourg (en allemand Bahnhof Marburg) est la plus grande gare de la ville de Marbourg en Hesse (Allemagne).

## Situation ferroviaire
La gare se situe au point kilométrique (PK) 104,2 de la ligne de Francfort à Cassel (Main–Weser Railway).

## Service voyageurs

### Desserte
Liaisons directes à partir de la gare vers Francfort-sur-le-Main, Cassel, Stuttgart, Schwerin, Stralsund, Hanovre, Hambourg et Karlsruhe.